# Raw Silk
Raw Silk war eine amerikanische R&B- und Danceband, die von den Produzenten Ron Dean Miller und Bert Reid (Crown Heights Affair) in New York zusammengestellt wurde und die von 1979 bis 1983 bestand. Mitglieder waren die Sängerinnen Jessica Cleaves (* 10. Dezember 1948 in Los Angeles, † 2. Mai 2014 ebenda), Sybil Thomas (wohnhaft in Hongkong) und Tenita Jordan.
1982 hatte das Trio mit dem Titel Do It to the Music den größten Hit. Das Lied erreichte Platz 18 der englischen Charts und Platz 5 der Billboard Dance Music/Club Play Singles. Ein Jahr später, im Herbst 1983, folgte mit Just in Time auf Platz 49 im Vereinigten Königreich und Platz 40 der Dance Music/Club Play Singles ein zweiter, wenn auch kleiner Erfolg. Weitere Veröffentlichungen gab es nicht.